# Nata de coco

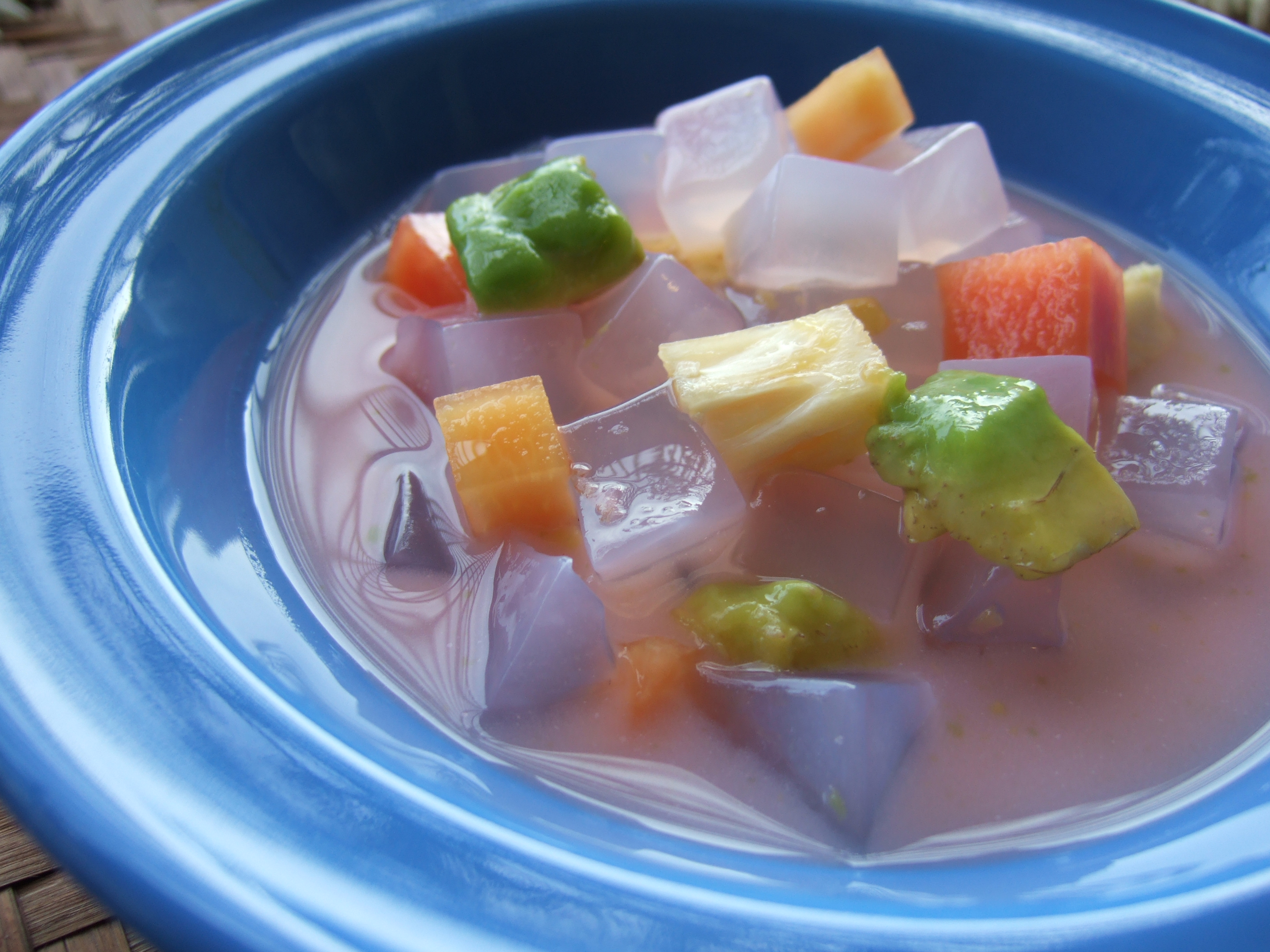
Salade de fruits avec les cubes translucides de nata de coco.

La nata de coco est un produit comestible élaboré par fermentation d'eau de coco, gélatineux, translucide, principalement composé d'eau et de cellulose. Originaire des Philippines, elle a par la suite été produite en Indonésie.

## Processus de fabrication
Cette spécialité utilisée dans la cuisine philippine puis indonésienne résulte d'une fermentation acétique, impulsée par l'ajout de sucre dans l'eau de coco. Après avoir été amené à ébullition, le mélange d'eau et de sucre est ensemencé en ferments (bactérie Komagataeibacter xylinus (en)), et laissé pendant quatre à cinq jours en fermentation. La gelée qui se forme est nettoyée, par découpage, de toute trace de ferments ; elle est débitée en cubes de 2 cm de côté, puis mise à bouillir. Les cubes sont ensuite pressés de façon progressive, afin d'éliminer une partie de l'eau de cuisson et toute trace d'acide. Le processus est répété jusqu'à obtention d'une pâte d'un blanc translucide, qui se conserve jusqu'à deux ans après pasteurisation dans un sirop agrémenté de feuilles de pandanus et de vanille.